# カネゴン
カネゴンは、1966年に放映された円谷特技プロダクション制作の特撮テレビドラマ『ウルトラQ』をはじめとする「ウルトラシリーズ」に登場する架空の怪獣。別名はコイン怪獣。
『ウルトラQ』の登場怪獣中、最も知名度が高いとされる。

## 概要
硬貨や紙幣を主食としている。全身は銅貨のように赤光りした鎧をまとったような姿形（火星人と形容される）で、太く短い尻尾の先端は尖っている。
金入れのような頭部は一見するとカエルやアンコウのようで、口はジッパーの歯が付いたがま口で大きな舌があり、その下にはそばかす状の黒い粒々模様がある。頭にあるとげは相手に馬鹿にされないように強く見せるもので、目はお金の方を向いて細長く2本飛び出しており、垂れてぎらついた眼球からは感情が高ぶると涙がこぼれ落ち、怒ると煙を噴出する。10キロメートル先まで見える視力を持っており、額の大きい金はさらによく見える。左胸にはレジスターが付いており、その中身のコイン選別腸によってコインの本物と偽物を見分けることができ、腸の鑑定液による分別を経て、本物のコインから金属エネルギーを吸い取る。それと同時に鑑定神経の作用でレジスターを動かし、食べた本物のコインの量に伴ってレジスターの数値が上がり、カネゴンの活動エネルギーに変換される。偽物のコインは選り分けられ、選別腸のそばにある分解臓ではねられながら分解される。本物のコインは腹部のコイン袋に貯蔵され、10円硬貨ならば1千万枚貯めることができる。足の甲には2つの突起があり、地面を踏むたびに光りだす。

## 『ウルトラQ』に登場するカネゴン
『ウルトラQ』第15話「カネゴンの繭」に登場。
金に汚い性格である拝金主義の金の亡者であるガキ大将・加根田金男が、偶然拾った30円くらいの硬貨の音がする不思議な繭に引き込まれ、数時間かけて変身した怪獣。カネゴンとは本来、金男が繭を拾った日の晩に両親が金男に説教した際、「人の落とした金銭を横領したりすると変身してしまう守銭奴の権化」として語る空想上の存在である。両親はこのままではカネゴンになると忠告するも、金男は「そいつは頼りになりそうな動物」と一笑に伏していたが、この直後、金男は本当にカネゴンに変身し始めてしまう。恐怖と興奮の頂点の中で一晩かけて変身し、翌朝、夜明けと共に誕生したカネゴンは驚いた両親を背に家を飛び出し、友人たちを巻き込んで騒動を引き起こす。
性格は少年の時とうって変わって気が弱く、変身前はガキ大将として子供たちのリーダーに君臨していたが、変身後は子供たちのグループ内で一番の下っ端になってしまう。
主食は硬貨とお札。1日に必要な額は3,520円。左胸のレジスターのカウンターに体内の金額が表示され、それがゼロになると死亡するので金を食べ続けるが、カネゴンに与えて金がなくなった友人たち（彼らもかなり金に意地汚い）に売られそうになって逃げ出し、ついに銀行の金を食べるに至る。騒動の末、祈祷師から子供たちの天敵である造成地工事の責任者（ヒゲオヤジ）を逆立ちさせれば元の人間に戻れるというかなり無茶な予言を受けて実行したところ、カネゴンは尻から火を噴くロケットと化して飛び去って行き、上空からパラシュートと共に元の姿に戻った金男が降りて来る。しかし、喜び勇んで帰宅した金男は、両親の異変に驚愕する。カネゴンが数時間前に銀行で食べ残した小銭をネコババしていた金男の両親は2人ともカネゴンと化しており、金男は照れ笑い合う両親の姿に呆れ果てるばかりであった。
- スーツアクター：中村晴吉[5][7]
- 演（加根田金男）：辻沢敏、声：麻生みつ子
  - 辻沢は当初「カネゴンの繭」と同時撮影の予定であった「キリがない」の準主役として出演する予定であった[12][13]。撮影は夏休みの間に行われた[12]。辻沢はすでに変声期を迎えて子供らしくない声であったため、女性声優での吹替となった[12]。
- デザインは成田亨[14][15]、造形者は高山良策[7][16]。デザインイメージは「欲望の権化」[17]。頭部はがま口から発想を得たほか、胴体は妊婦をモデルとしている[出典 4]。全身の肌と上から見た頭部は巻貝のような意匠で整えられており[14][15]、成田は頭部とのバランスを考慮して腹と尾を突き出したことを述べている[16]。成形はラテックスで全身原型の型起こしによるものであり[20]、コインを掴むために指はスーツアクターの指がそのまま使われている[21]。
- 脚本を担当した山田正弘は、当時小学5年生であった息子が算数は苦手であったが金銭の計算には長けていることに着想を得て、本話を執筆した[出典 5]。また、監督の中川晴之助は、当時の風潮であった拝金主義に対する風刺であると説明している[13]。
- 繭は、もともと金男が持っていたカネゴンへの変身能力を引き出すための鍵だと言われている[注釈 4]。当時の少年誌『ぼくら』昭和41年5月号に掲載された絵物語では、繭は宇宙人が金男を諌めるために送ったとされている。さらに、4月号に掲載された特集では、繭は金にがめつい人間にしか反応しないと説明されている。
- 『TBSコミックス』昭和42年11月号（創刊号）に掲載された鬼童譲二著の漫画版では、基本的ストーリーは同じだが、ページの制約上（全16ページ）本作品の特徴であるシュールな演出はかなり控えられている。漫画版のカネゴンは頭部のトゲは控えめで代わりに目を強調した感じで、尻尾は長く、身体全体が丸みを帯びたデザインになっている。カネゴンから人間に戻るシーンは、空中でボムッとカネゴンが爆発した後からパラシュートを着けた金男が現れる演出である。
- 月刊漫画雑誌『ぼくら』（講談社）には、1969年5月号[24]から10月号[25]まで本話の続編『ジャラゴンの大冒険』（原作：山田正弘、作画：ヨシダ忠）が連載された。主人公は引き続き加根田金男（作中の表記は「金田金男」だが、カネゴンに変身した金男であることが作中で明言されている）[26]。人間に戻っても守銭奴ぶりが治らない金男が今度は怪獣ジャラゴンに変身してしまい、かつて別個体のジャラゴンに敗れた銭形平次を先祖に持つ銭形刑事に追われる身となる。掲載誌の休刊を経て未完に終わった[27][28]。
- 「ガラモンの逆襲」のセットで撮影された特写会のスチール写真（東京タワーをはさみ、ペギラ、パゴス、カネゴン、ゴーガが集合）が存在している[29]。
- カラーライズ版『総天然色ウルトラQ』では、放送当時のイベント写真や劇中の「銅貨のように赤光りして」というセリフをもとに、体色は赤い銅色で仕上げられた[8][3]。
- 本話は、佐原健二らレギュラー陣がまったく登場しない唯一のエピソードである[30][31]。また、オープニングテーマ曲と石坂浩二のナレーションが使われないのは、同じく中川の監督エピソード「育てよ！カメ」に続き、放映順でともに2回目である。
- 『ウルトラQ』は劇場映画用と同じ35mmフィルムで撮影していたが、中川は16mmの調子でカメラを回し続け、他の監督から「フィルム喰いのハルゴン」とあだ名を付けられた[32]。
- 本話は作家・演出家の鴻上尚史に「カネゴンの存在が自然に受け入れられているストーリーは画期的で素晴らしく、お金に執着するのはやめようと思った」との旨で評されているほか、「凄く不条理な世界であるが、いわゆる説教話に収まらない、当時の不条理文学の世界に通じるものがある」との旨を述べられている[19]。また、経済アナリストの森永卓郎にも「私の金融観を作ったといっても良く、お金はこういうものだと教えてくれた」との旨で評されているほか、「カネゴンがお金を食べると胸のカウンターが増えるのが本当に衝撃的で、お金中毒者や金融資本主義は駄目だと子供の時にすり込まれた」との旨を述べられている[19]。

## 『ウルトラマンZ』に登場するカネゴン
『ウルトラマンZ』第13話「メダルいただきます！」に登場。
性格は無邪気。容姿は『ウルトラQ』の登場個体と同様であるが生態はやや異なり、空腹になると死にはしないものの動けなくなる。ストレイジ本部にて当直中だったナツカワハルキのもとへ突如出現し、ウルトラメダルをお金と誤認して食べてしまう。その際にウルトラマンゼットの戦いの記憶を読み取ったうえ、各形態の話題を挙げるたびにその変身に必要なメダルが反応し、くしゃみによって排出するようになったため、ハルキからゼットについての話を聞かされ続けた結果、ゼットのファンになる。減り続けるメーターや隊員たちとの遭遇の危機をハルキの奮闘で回避しながら最終的にはメダルをすべて吐き出し、ハルキに別れを告げて本部から立ち去っていった。
- 声：福圓美里[34]
- スーツアクター：横尾和則[34]
- 本作品のキーアイテムがメダルであったため、カネゴンを出すこととなり、「カネゴンがメダルを食べて消失する話」という事件性のあるドラマとなった[37]。
- カネゴンの口の中をオオタユカが覗き込むシーンは、スーツの頭を外した口の中にGoProを突っ込んで撮影している[37]。
- 第13話は、ニュージェネレーションヒーローズシリーズのチーフ助監督を務めてきた内田直之の初監督作品でもある[38]。カネゴンの登場は内田のこだわりによるものであり、メイン監督の田口清隆に「恒例の総集編13話を、絶対ただの総集編にはしないという熱意が伝わる素敵な回でした」と評されている[39]。
- ユカ役の黒木ひかりとは本編での共演が果たされなかったが、2020年11月4日に発売された青年漫画雑誌『別冊ヤングチャンピオン』12月号では表紙とグラビア、およびそれらの撮影メイキングムービー（付録DVDに収録）を共に飾っており、「モデルとの共演で漫画雑誌の表紙を飾るのは53年ぶりの珍事」との旨が報じられている[40][41]。

## 『大怪獣バトル』シリーズに登場するカネゴン
データカードダス『大怪獣バトル ULTRA MONSTERS』に登場。
普段は等身大だが、本シリーズでは懐から「スペシャルコイン（または宇宙コイン）」と呼ばれる特別な金を食べて巨大化するという独特の登場プロセスが存在する。漫画『ウルトラアドベンチャーNEO』によれば「巨大化した後は特にお腹が減っちゃう（カネゴンのエネルギーである金の減少）」ことに加えて体力を消耗して倒れることもあるので、劇中では追い詰められた時にしか使わない。
『EX』では主人公とピグモンの前に顔見せ程度で登場。レイオニクスでありレッドキングを所持しているが、うまく扱えていない。
『NEO』からはナビゲーター的なキャラクターとして登場。自分のバトルナイザーを狙う宇宙人たちに追いかけられ、突如出現したワームホールでウルトラマンティガのいる世界（カネゴンや他の怪獣、ティガ以外のウルトラ戦士はテレビのキャラクターと認識されている世界）にやってくる。その時主人公と出会い、彼にバトルナイザーを扱える素質を見て預け、以後、主人公と行動を共にする。
もともと金目当てでバトルナイザーを高く売ろうとしていたらしく、100万円で買い取ろうとするテンペラー星人にさらに高い金額を要求したり、レイブラッド復活を阻止しようとするヤプールのバトルナイザー破壊を無視して、逆にバトルナイザーを売ろうとしたり、ウルトラセブンからはぐれたアギラをバトルナイザーに収容して友達にするが、セブンの方へ持って行ったらいくら金をくれるかと考えるなど、金や商売のことばかりが頭の中に入っているようである。
バトルナイザーは途中からネオバトルナイザーへと形を変え、手持ち怪獣はレッドキングとアギラである。実は彼の持つバトルナイザーにはレイブラッド星人が復活するための憑代として、レイモンの姉であるケイトが使役していたゼットン復活の繭が仕掛けられていており、主人公の戦いの中でエネルギーを吸収し、EX化して孵る。
EX第6弾より怪獣カードとして参戦する。元々戦闘能力のない怪獣なのでステータスは全体的に低めだが、バランスは取れており、アタックは一番低いがスピードは高めに設定されている。必殺技は相手を自身の繭に閉じ込める「カネゴンの繭」、敵を吸い込んでから吐き出す「ガマ口吸引」、敵を転ばせて踊りながらのしかかる「カネゴンプレス」という技を使う。
この他、テレビゲーム『ウルトラコロシアム』ではバトルナイザーを狙うマグマ星人の相棒となっており、マグマ星人が倒されると、テレビに向かって手を振る。
『ケロケロA』に掲載された没案としてノーバの赤いガスによって操られ、プレイヤーとキール星人ヴィットリオに襲いかかるというストーリーが制作されていた。

## ウルトラシリーズ以外に登場するカネゴン

### 『アニメちゃん』に登場するカネゴン
映画『アニメちゃん』に登場。
アニメちゃんが壁に描いた絵がパソコンから出た光線（宇宙電波の影響）を受け実体化する。一緒に実体化したブースカ、ピグモンと共に鏡の世界（異次元空間）と現実世界を行き来できる。コインを食べる性質は変わらないが、手先が器用で機械の修理（作中でアニメのパソコンを修理している）が得意で、胸のメーターを使った計算能力もある。食費（彼の場合は食べるお金そのもの）を稼ぐために遊園地の職（風船売り、玩具の修理）につくが、稼ぎで食事をしていたところ、泥棒の濡れ衣を着せられる。挙句、彼は生まれた当初アニメちゃんの貯金箱の金を食べたことが露見し、事態を悪化させる。名古屋弁のようにガネ～が口癖。
- 声：つかせのりこ
- 着ぐるみは初代を造形した高山良策造型の1尺ミニチュアを参考にして、新造された。

### 『うちの子にかぎって…』に登場するカネゴン
『うちの子にかぎって…』パート2の第8話「カネゴンの逆襲」に登場。
昔のビデオが大好きな寿司屋の父親が少女和美に、カネゴンのビデオを見せながら「お金にうるさいとお金亡者のカネゴンになる」とその存在を語るが、本気にされない。和美と周辺クラスメートや教師が財テクに精を出したが、最終的に詐欺師に騙されてその犯人が逮捕される様子がテレビに映ったとき、クラスから起こる「金かえせ」コールの騒乱の中で、騙されて呆然としながら教室に戻ってきた和美が、生徒が騒いでいる教室の片隅に、金の亡者と化した生徒の一人が変身したらしい本物のカネゴンが、生徒の机に札を並べて、椅子に座りながら札を貪る姿を見る。
- 脚本では和美が密かにカネゴンに変身する流れになっている。
- 寿司屋のお父さんの所有するウルトラQ『カネゴンの繭』のビデオテープと映像も劇中に登場する（テープは当時東映ビデオから商品化されていたもの）、当時個人による市販のビデオソフト収集が始まった時期であり、その当時の風俗の描写でもある。
- 着ぐるみは映画『アニメちゃん』に登場したもの。

## カネゴンを主役とした作品

### 漫画『おれ カネゴン』
田村信の漫画『おれ カネゴン』は、第3次ウルトラブーム時の1978年から1980年にかけて雑誌『てれびくん』に連載された、カネゴンを主役に据えた作品。『怪獣王』（ぶんか社、1999年）に1話分が採録されており、田村へのインタビューも掲載されている。また、本作品連載当時の『てれびくん』では、本作品のカネゴンを主役に据えた次号付録を紹介する2頁漫画（画：竹村よしひこ）が連載された。その作中でカネゴンは自分を使った付録を採用させようと奮闘するも、大抵は失敗に終わる。
地底のカネゴンの国から人間の世界にやってきて、地球防衛軍に勤める両親の息子、シン太（イメージモデルは変身前の金男少年）の家に居候し、不思議な慣習で様々な騒動を起こす。後にシン太がカネゴンの国へ行く羽目になり、カネゴンの父母に遭遇する。本作品のカネゴンは頭部に飛び出した目が角のように処理され、顔面に別の目があるデザインになっている。

### ミニドラマ『カネゴン KANEGON』
CSファミリー劇場で放送している『ウルトラ情報局』内で2008年7月号から2009年4月号まで収録された、カネゴンが主役の約2分30秒のショートストーリー。全24話予定と告知されていたが、第10話で終了している。設定などは回によって異なり、基本は実写だがアニメの場合もある。監督は岡部淳也、下山天、小林雄次などが担当した。
ニコニコ特撮でも2008年12月18日より月1更新で最新話が1か月間限定無料配信され、『てれびくん』2010年1月号以降の付録DVDに収録された。『総天然色ウルトラQプレミアムBlu-ray BOX II』限定特典DVD・カネゴンスペシャルディスクには、全12話が収録されている。
2013年に『ウルトラマン』が「最も派生テレビシリーズが作られたテレビ番組」としてギネス世界記録に認定された際には、本作品も『ウルトラマン』の派生作品の1つに数えられている。
ミニドラマ版でのカネゴンは、貧乏だった男性が2年前にカネゴンの繭を偶然拾ったことによって突如金運に恵まれ、カネオ産業の社長にまで上りつめて大金持ちになるも、ある夜に繭へ引き込まれてカネゴンとなる。それ以後、金が尽きると腹が空くために金を求めて悪戦苦闘することになる。一度は金よりも大切なものがあると気付きかけて元の姿に戻りかけるが、結局は金の魅力に勝てず、元に戻ることなく終わる。
- 第1話 カネゴン誕生
- 第2話 おいしいお金
- 第3話 カネゴンとラーメン屋
- 第4話 カネゴンの泥棒退治
- 第5話 カネゴン大図鑑
- 第6話 恋カネゴン
- 第7話 カネゴンの新聞配達
- 第8話 大切なもの
- 第9話 まほうのタネ
- 第10話 アクションスター カネゴン
- 「カネゴン音楽プロデューサーになる」の巻（「ウルトラ怪獣シリーズSP カネゴンラッキーゴールドカラー」の『怪獣デパート』発売記念）

### 絵本『カネゴンとかきのたね』
2014年にあいうえお館から刊行された絵本「ウルトラかいじゅう絵本シリーズ」の1冊。『さるかに合戦』をモチーフとしており、主人公の蟹に相当する。そのほか、モチロン、サボテンダー、エレキング、ナメゴン、メフィラス星人が登場する。

## デジタルカネゴン
映画『ウルトラマンゼアス2 超人大戦・光と影』に登場。
カネガネー星出身の珍獣。宇宙旅行中に金（エネルギー）がなくなり、金星付近を漂っていたところをMydoに保護される。胸部のカネゴン小銭袋でコインを蓄え、非常用の補助エネルギーを生成する。下腹部のワールドマネー袋であらゆる星の紙幣を消化して、エネルギーに変換可能。Mydoの基地のガソリンスタンドで料金（Mydoカードなどの磁気カード可）を受け取り、胸のカウンターの代わりにモニターがついて金額が表示される。車磨きが得意。戦闘時はもっぱら基地の留守番らしい。
- 声：坂本千夏
- スーツアクター：鈴木理香子
- デザインは吉田穣、腹部メカの設定は渋谷浩康が担当した[55][56]。カネゴンのリメイク怪獣で、9種の検討稿を経て決定稿に至った[55]。デザイン決定稿では、胸から腹部にかけてがモニターとなっていたが、撮影の都合から腹部のみとなった[55]。初期案では出光サービスステーションのサービスロボットという設定であった[55][注釈 6]。
- 造型はボンクラフトによる[56]。目はラジコン操作で動くが、街中でのロケでは他の電波を拾ってしまい混乱するという事態があった[56]。
- 2005年、出光興産のコマーシャルに出演した。
- 書籍『キャラクター大全 総天然色ウルトラQ下巻』（講談社）では「カネゴンのインスパイア怪獣」と記述している[57]。

## カネゴンヌ
特撮テレビ番組『ウルトラQ dark fantasy』第22話「カネゴンヌの光る径（）」に登場。
古代からその存在は知られており、金に執着心を持つ女の子が変身する怪獣と言われている。基本的にカネゴンと同種族だが、頭部（上から見て）と尻尾の先がハート型になっている。容姿も習性もカネゴンとほぼ同じだが、女の子らしく頭部にトゲがなく後方にピンクのビーズのアクセサリー付きのお下げが2本あり、ヘソはコインメーターになっている。足跡は上下に逆さハートがある形状であり、歩くとボコボコとかわいい足音が鳴る。普段は明るい性格だが、金のために父親まで追い出した母と姉を疎ましく思っていた小学高学年の少女、金谷ハナエが変身する怪獣。
父の大切にしていた壺の力で、壺の中に貯めこんでいた硬貨が増加し、思わず自分の布団の上にばらまき、その上に寝そべって恍惚の微笑みを浮かべた時硬貨の山に吸い込まれ、悲鳴を上げる。吸い込まれる時は頭から硬貨の中に沈んでいき硬貨の山から片手を出してもがく状態になる。タイムトンネルのような空間に吸い込まれながら思わず踏ん張ったとき、発した閃光と共に変身し誕生する。3人の女の子のクラスメイトと共に騒動を巻き起こし、タロット風の占い師から一番自分を愛してくれる人と出会えば元の姿に戻れると告げられ、最後に父親と再会し、空から直撃した閃光を受け火花が飛び散りながら脱皮するように元のハナエの姿に戻る。吸い込まれた時はパジャマ姿だったが戻ったときは60年代的な洋服とホットパンツに大きなサングラスを頭にかけていた。しかしハナエと父親が自宅に帰ってみると母と姉がハナエのカネゴンヌが落とした壺の力でカネゴンヌに変身し、それを見たハナエは「あーあ、やだやだ、大人になるってカネゴンヌになることだったのね」と思わずあきれ微笑む。
- 声：宮内彩花（変身前の金谷ハナエ役も担当）
- スーツアクター：高津房代

## カネゴン・ア・キンド
データカードダスおよびそれを元にしたCGショートムービー『大怪獣ラッシュ ウルトラフロンティア』に登場。
各地のハンターステーションにおり、カネゴンショップでハンターたちに武器やアイテムを売っている「ギャラクシーギルドの商売人」。眼鏡をかけているのが特徴。一人称は「オイラ」で、語尾に「 - ガネ」と付けて話す。商売に関しては凄まじい執念と行動力を持ち、金さえ出せばチューンアイテムから巨大戦艦まで何でも調達して見せる。たまに不良品を売りつけることもあるが、本人はあまり気にしていないらしく、ガッツガンナー・ガルムからは「インチキ武器商人」と呼ばれる。メカニックとしての一面もあるのか、テレビ版の2ndシーズン「SUPER-EARTHGOMORA Hunting」ではラッシュハンターズがとある星の遺跡で手に入れたエネルギーコアを自ら新兵器に組み込み、提供している。
テレビ版の2ndシーズンではエンドロール時に毎回登場し、各種設定の解説を行う。
- 声：うのちひろ

## インターネット・カネゴン
特撮テレビドラマ『ウルトラマンアーク』第8話「インターネット・カネゴン」に登場。
株式会社ホシペイのCEOである銅金カナオが開発した実体を持たない完全デジタル存在のヴァーチャル怪獣。星元市で流通しているデジタル地域通貨「ホシペイ」アプリ内にPRを兼ねて試験的に実装されていた開発中の「ヒトの欲望」を解析する自律型AIで、動画をアプリ内のSNSで配信しており、投げ銭としてもらえるホシペイが大好物である。
だが、カネゴンはAIであることからお金を使う概念を持たず、悪意はないものの、消費をせずにSNS内でホシペイを体内に貯め込むため、ホシペイを大量に貯め込んだことで、極端にデジタル通貨の流通量が低下し、ホシペイの流通量の9割がカネゴンへの投げ銭に費やされたことで、星元市はモノ不足や物価高など地域経済に致命的なダメージを被っている。活動の制御ができずに一種の暴走状態に陥ったカネゴンに「お金を使う」学習データをインストールさせて市場に貯め込んだホシペイを放出させるために、カナオはSKIPに打開策を相談する。
カネゴンはホシペイのネットワークを用いることから、移動の際には星元市の上空300メートルを周回飛行するホシペイのサービス運用を支える飛行船型データセンターを必ず経由するため、SKIPはウイルス対策用の治療サーバにカネゴンを閉じ込め、地上と飛行船とのデータリンクを遮断することでその隔離に成功する。だが、空腹が原因でサーバー内で暴れ始め、システム障害が起こって墜落する飛行船を支えていたウルトラマンアークの肉体も強制的に情報データに書き換えてデーターサーバー内に引きずり込む。そして、リンが情報空間に送り込んだユピーが投げ放ったカネゴンをアップデートするための学習データが入ったカプセルも吐き出すと、ホシペイの準備金を情報空間の中で見つけて一気飲みしたことで巨大化してしまう。学習データを注入したルーナアップデートソーサーを投げつけられて飲み込んだことで学習データを吸収・更新し、大量のホシペイを吐き出して元のサイズへと戻った。
- 声の出演：折笠富美子
- スーツアクター：新井宏幸[62]
- 本話の脚本を担当した吉上亮は特撮作品では今回が初であり、カネゴンを描くにあたって成田亨の著書を読む、青森県立美術館を訪れる、『ウルトラQ』を観るなどしてから執筆に臨んだという[65]。
- 本話の監督を担当した越知靖は、カネゴンが存在する電脳空間を「ハリウッド映画に出てくる間違った日本」のイメージで描いた[66]ほか、そこにユピーは入らない予定だったがアークとの共闘を見てみたかったことから、ユピーが必要な状況を吉上に依頼して作ってもらったという[67]。なお、折笠の起用は幼児番組『おかあさんといっしょ』（Eテレ）内の人形劇『ファンターネ!』でヤコロ役を担当している折笠の優しい声に、越が惚れ込んだことによるものである[68]。
- オリコンのニュースサイト「ORICON NEWS」によれば、本話の放送後にはSNSで「経済の仕組みを分かりやすく教えてくれるいい回」などと話題になったという[69]。

## その他の作品に登場するカネゴン
- 特別番組『ウルトラマン前夜祭 ウルトラマン誕生』では、怪獣の中で最初に登場。ニセ円谷英二の後ろで観客に手を振ったりしたが、ニセ円谷英二に叱られて舞台の袖に戻っていった。その後、他のウルトラQ怪獣と共にウルトラマン怪獣と戦った後、彼らと共闘して科学特捜隊やウルトラマンと戦う。
- 『ウルトラマン』本編には登場しないが、オープニング映像に（前期は最後に、後期は最初に）カネゴンのシルエットが出ている。また、第15話では子供の描いたカネゴンの絵が大写しになる場面がある。
- 映画『ウルトラマンZOFFY ウルトラの戦士VS大怪獣軍団』では、ピグモンの夢の中に登場。映像は『ウルトラQ』本編の流用で、本編のメインテーマ曲をバックにカネゴンが活躍する場面のほか、金男が繭に吸い込まれるところから始まる変身シーンも映し出される。ビデオ『ウルトラ怪獣大百科 ウルトラQ編』のカネゴン紹介のコーナーでも変身シーンから始まるが、こちらも金男の素顔は映らず、金男が足を激しく動かし悶え苦しみながら繭に吸い込まれる場面から映し出される。変身シーンの音楽は金男が引き込まれる直前の繭の音楽に差し替えられ、効果音もオリジナルのものになっている。
- 映画『新世紀2003ウルトラマン伝説 THE KING'S JUBILEE』では、ウルトラマンキングの誕生日を怪獣たちと共に祝福する。
- 漫画『ウルトラマン超闘士激伝』では、ピグモンと共に銀河最強武闘会の観戦客として頻繁に登場する。毎回策謀によりめちゃくちゃになることが多いため、武装までして戦いを見届けようとするほどのウルトラマンファンである。OVA版における声の出演は千葉繁。
- ゲーム『PDウルトラマンバトルコレクション64』では、初期能力が登場キャラクターの中で一、二を争うほどの低さで、覚える技も使用すると次のターンに疲労で動けなくなるものが多く、育てるのにはかなりの時間を要する。
- バンダイビジュアルが製作したDVD使用事項の注意では、バルタン星人・ダダ・ザラブ星人と共にDVDを汚したり、落書きしたりと乱暴に扱ってウルトラマンに注意される。
- 『総天然色ウルトラQ』発売記念ムービーでは、「ぶらりカネゴンの旅」と題し、ウルトラマン商店街を紹介している。『ウルトラQ』のカネゴンと同じように男の子の声を出しており、原作同様に小学生の男の子が変身したものと見られる。
- 『ウルトラゾーン』第23話（最終話）では、アイキャッチに食堂の店員として登場している。
- 漫画『酩酊!怪獣酒場』では、怪獣酒場本部の視察官として登場する。
- ウルトラシリーズ以外の作品
  - 特撮テレビ番組『レッドマン』第19話では、ウーと共にレッドマンと戦うが、2体まとめて串刺しにされて倒される。スーツはアトラクション用のものとされる[70]。なお、串刺しになる前に口投げで口が大きくめくれ上がった形相は、後年のインターネット配信の際にユーザー間で話題となった[71]。
  - 特撮テレビ番組『チビラくん』第50話では、テレビの体操の先生役として腰に赤い紐を巻いて登場。
  - 1980年代後半に日立製作所のビデオデッキ「ペルソナ」のテレビCMに登場。その当時『アニメちゃん』のために造型された着ぐるみがイベントやドラマ『うちの子にかぎって…』に登場するが、あまり初代に似ておらず、このCMのために初代に似た着ぐるみを造型した。
  - 1987年12月にポニーキャニオンから発表されたおニャン子クラブのメンバー5名（河合その子、国生さゆり、城之内早苗、渡辺美奈代、渡辺満里奈）によるアルバム『お年玉』のジャケット写真に、カネゴンが単独で登場している。表ジャケットでは土産物店の店頭で前述の5名の顔写真が載った巨大な赤いお年玉袋を持ってポーズを取っているカネゴンが、裏面の写真では行儀良く正座しているカネゴンの姿が写っている。
  - 2000年、イー・ウイング証券（現・カブドットコム証券）のコマーシャルに出演した。この時は広告ターゲットであるサラリーマン層への訴求効果を考えてか、カネゴンはスーツ姿であった。
  - 2009年12月5日放送の『めちゃ×2イケてるッ!』では、映画『大怪獣バトル ウルトラ銀河伝説 THE MOVIE』の宣伝を兼ねて同映画に出るウルトラ怪獣のオーディションが行われ、カネゴンも参加したが、窓を眺めてやる気のない態度だったために早々と脱落し、リュックサックを背負って哀愁を漂わせながら部屋を後にした。そのため、映画の出番がない[注釈 8]。プレッシャー星人は合格した後、「カネゴンも出演させてあげてほしい」と頼んだが、監督はOKしなかった。後にマグマ星人が円谷プロ公式サイトのエイプリルフールネタで「このオーディション自体がやらせで、カネゴンが脱落したのは別の仕事があるから」と暴露したが、真相は不明。ナレーションの紹介の映像では金（コイン）を食べるシーンが流用されている。
  - ゲーム『ヒーロー戦記 プロジェクト オリュンポス』では、エンカウントする敵として登場。HPは非常に少ないが、防御力は異常に高く、1しかダメージが通らないこともしばしばで、しかもすぐに逃走する。その分、倒した時にもらえる金や経験値が多い。強化版として「シルバーカネゴン」や「ゴールドカネゴン」が登場する。

## 備考
- 1966年の7月1日から同年7月3日まで開催された大阪タワー完成イベントに、バルタン星人やマグラーと共に登場している[72]。
- 1966年に、TBSの依頼を受けて初代カネゴンの造形者である高山良策自ら、アトラクション用のカネゴンの着ぐるみを制作している。なめらかな表面の軽い作りのもので、『帰ってきたウルトラマン』放映時期まで現存が確認されている。
- 1990年公開の『ウルトラQ ザ・ムービー 星の伝説』では企画当初、カネゴンを出演させる予定だった[73]。
- 『ウルトラマン80』に登場したテツオンについて、等身大の少年が変身した怪獣が町内で騒動を起こすというウルトラシリーズにしては珍しいプロットは、本エピソードを踏襲したものである[74]。
- 『ウルトラマンマックス』の放送前に行われた「伝説の怪獣人気投票」では、第5位にランクインしている[75]。
- 『ウルトラマンメビウス』に登場したファントン星人のデザインイメージになっている[76]。
- 知名度が極めて高い怪獣であり、ドラマ『家なき子』や漫画『クレヨンしんちゃん』や『ここはグリーン・ウッド』など多数の媒体において、守銭奴がカネゴンにたとえられている。
- ゲーム「ワイルドアームズシリーズ」では、カネゴンをモチーフにした[要出典]モンスター「カリュプデス」が登場する。
- プロバスケットボールbjリーグと円谷プロダクションのコラボレーション企画として開催された、ウルトラ怪獣を各チームのマスコットキャラクターとしてチームに加える「ウルトラ怪獣ドラフト2010」ではノミネート怪獣として候補に挙がり、埼玉ブロンコスよりドラフト指名された[77]。
- 2015年夏のJR博多シティのCM「Amu Est Ultra Bargain」編ではピグモンと共に登場し、キレキレのダンスを披露した[78]。
- 2020年12月7日には、日本中央競馬会 (JRA) とウルトラシリーズのコラボウェブサイト「ウルトラアリマ」のオリジナル動画「おうちで競馬 ウルトラ怪獣」に登場[79]。声はダンディ坂野[80]。